# GARS-O’Higgins
Koordinaten: 63° 19′ 15,2″ S, 57° 54′ 3,4″ W

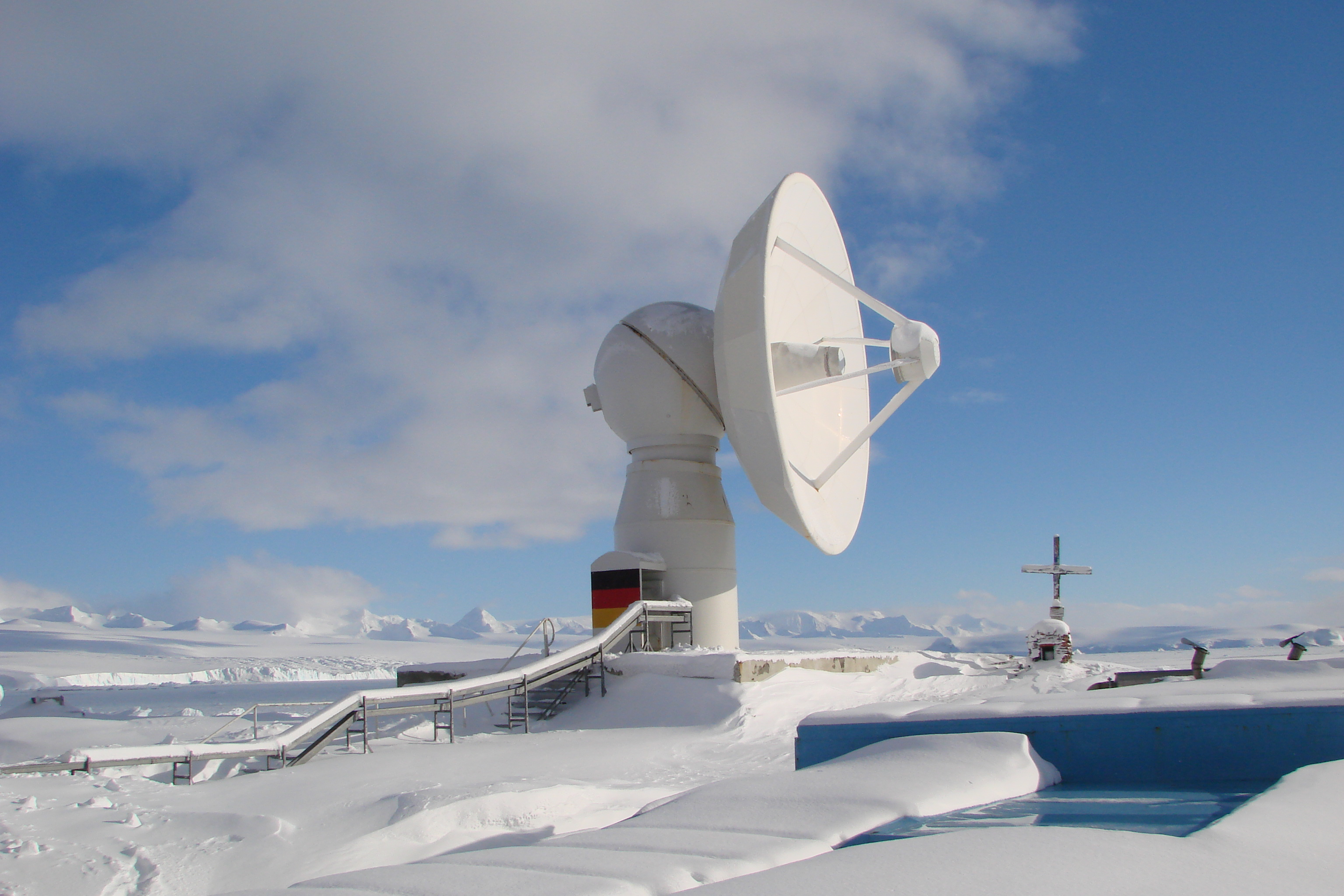
German Antarctic Receiving Station

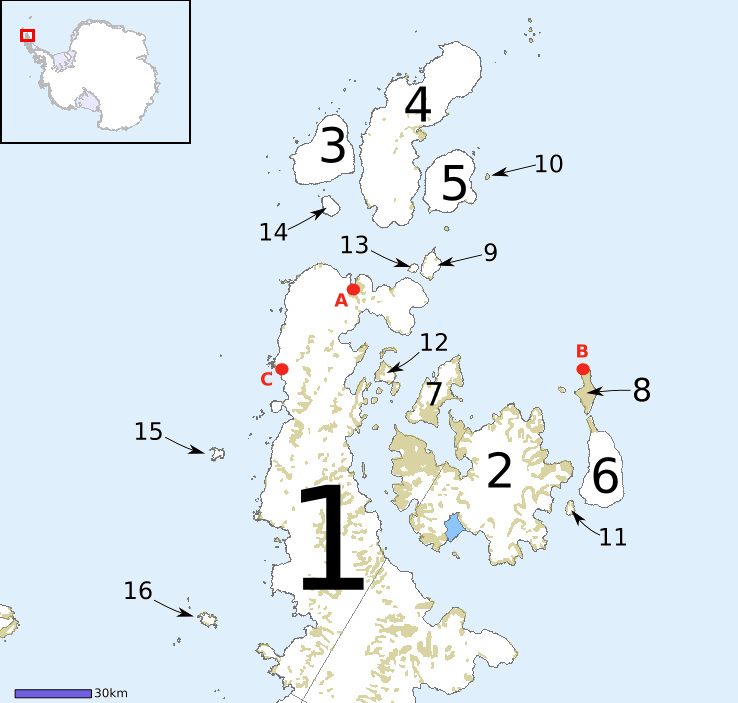
C – Standort der Forschungsstation GARS O’Higgins am nördlichen Ende der Antarktischen Halbinsel (1)

GARS O’Higgins (German Antarctic Receiving Station) ist eine deutsche, polare Forschungsstation in der Antarktis.
Sie befindet sich am Kap Legoupil der Antarktischen Halbinsel auf der sechs Hektar großen Islote Isabel Riquelme, auch als Schmidt-Halbinsel bezeichnet. Die Insel ist 300 m breit und 200 m lang und liegt 50 m vom Festland entfernt. Bei Niedrigwasser besteht eine Landverbindung zum Festland – daher sowohl die Bezeichnung Islote (spanisch: kleine Insel) als auch Península (spanisch: Halbinsel).
Die Station steht auf Fels und bietet so günstige Voraussetzungen für geodätische Langzeitbeobachtungen. Die Wohn-, Schlaf- und Arbeitsräume der Kampagnenteams sowie der Großteil der Stationstechnik befinden sich in einem Stationshauptgebäude, bestehend aus fünfzehn 20-Fuß-ISO-Containern, und einem Infrastrukturkomplex, bestehend aus zwanzig 20-Fuß-ISO-Containern.

## Stationsbetrieb und Verantwortungsbereiche
Die Forschungsstation wird vom Deutschen Zentrum für Luft- und Raumfahrt (DLR) und dem Bundesamt für Kartographie und Geodäsie (BKG) betrieben. Seit Anfang 2010 befinden sich ganzjährig Kampagnenteams vor Ort. Maximal zehn Wissenschaftler, Ingenieure und Techniker arbeiten in GARS O’Higgins. Der Betrieb der Station erfolgt in enger Kooperation mit Chile. Das DLR ist Eigentümer der Station und verantwortlich für den Satellitenbetrieb, das Management, die Infrastruktur und die Logistik. Die Koordination aller logistischen Aktivitäten erfolgt zwischen dem DLR und dem Instituto Antártico Chileno (INACH). Die Verantwortung für alle geodätischen Beobachtungen liegt beim BKG.

## Standortentscheidung
GARS O’Higgins ist nach dem chilenischen Freiheitskämpfer Bernardo O’Higgins benannt und wurde 1990/91 neben der chilenischen Station Bernardo-O’Higgins-Station errichtet, die vom Departamento Antártico del Ejército (DAE) betrieben wird. Der Standort in unmittelbarer Nähe der chilenischen Station wurde aus verschiedenen Gründen gewählt. Hierzu zählen ein Kooperationsabkommen mit dem INACH, die für ein Radioteleskop vorteilhaften geologischen Bedingungen, die für den Empfang verschiedener Sensordaten der europäischen Erdbeobachtungssatelliten ERS-1 und ERS-2 beabsichtigte Satellitensichtbarkeit im Bereich der Antarktis sowie die vorhandene chilenische Infrastruktur und Logistik.

## Erreichbarkeit und Logistik
Im Rahmen der langjährigen Kooperation mit Chile können DLR und BKG auf chilenische Antarktisinfrastruktur sowie Polarlogistik zurückgreifen. Mittels dieser ist GARS O’Higgins von Punta Arenas aus über King George Island per Schiff, Flugzeug und Helikopter erreichbar. Logistisch sehr wichtig ist auch die Bereitstellung von Flügen durch das Programa Antártico Brasileiro (PROANTAR).

### Luftweg
Ganzjährig ist O’Higgins (ICAO-Code: SCBO) mittels spezieller Polarflugzeuge erreichbar. Eine 1000 m lange Piste wird bei Bedarf 3 km südöstlich der Station auf dem Gletscher (Festland) präpariert und kann von einer DHC-6 Twin Otter der Fuerza Aérea de Chile (FACh) mit Kufen von King George Island aus angeflogen werden. Die Präparation der Piste und der Skidoo-Transfer von Personen und Cargo von und zur Piste wird vom Ejército de Chile-Team der Station General Bernardo O’Higgins ausgeführt. In Ausnahmefällen nutzt die FACh auch einen Bell 412 Helikopter zwischen King George Island und der Península Schmidt. King George Island, konkret der chilenische Flugplatz Teniente Rodolfo Marsh Martin (ICAO-Code: SCRM), wird von Punta Arenas aus mehrfach ganzjährig durch Hercules C-130 Transportmaschinen der FACh, der Força Aérea Brasileira (FAB) und der Fuerza Aérea Uruguaya (FAU) angeflogen. Auf dieser Strecke fliegt die FAB im PROANTAR-Auftrag und die FAU im Auftrag des Instituto Antártico Uruguayo (IAU). Während des Südsommers führt auch die private Fluggesellschaft Aerovías DAP kommerzielle Flüge zwischen Punta Arenas und King George Island durch.

### Wasserweg
In Abhängigkeit von der Meereis- und Eisbergsituation laufen im Südsommer auch Schiffe O’Higgins an. Insbesondere die Versorgung der Station mit Marinedieselöl (MDO), der Transport von Containern und Stückgut zur und von der Station sowie teilweise auch der Austausch von Personen werden von der Armada de Chile mittels der Schiffe ATF Lautaro und Almirante Oscar Viel durchgeführt. Aufgrund der geringen Wassertiefe um die Península Schmidt können Schiffe nicht direkt an der Mole anlegen. Sofern es die See zulässt, werden Personen und kleinere Cargo deshalb per Schlauchboot zwischen Schiff und Station transportiert. Aus demselben Grund werden Container per selbstfahrender Barge (Ponton mit eigenem Antrieb) von der Almirante Oscar Viel zur Station oder zurückgebracht. Die Almirante Oscar Viel kann Personen und kleinere Cargo auch per BO-105 Helikopter von und zum Schiff fliegen. Das erfolgt häufig dann, wenn die Meereisverhältnisse den Schlauchbooteinsatz nicht zulassen.

## Forschung

### Wissenschaftliche Ausrüstung der Station
Wichtigstes wissenschaftliches Instrument der deutsche Antarktis-Station ist eine 9-Meter-Antenne, die sowohl für den Empfang von Satellitendaten und die Kommandierung von Satelliten als auch als Radioteleskop verwendet wird. Die Antenne und die zugehörige Technik wurden im Südsommer 1990/91 installiert. Die ersten Experimente konnten 1991 durchgeführt werden. Die 9-Meter-Antenne wurde speziell für den Einsatz unter extremen Antarktisbedingungen konzipiert. So stellen Stürme mit Windspitzen bis 180 km/h kein Problem für den operationellen Antennenbetrieb dar. Weitere wichtige wissenschaftliche Instrumente sind permanente GPS-, GLONASS- & GALILEO-Referenzstationen. Neben einem Druckpegel verfügt die Station über einen Radarpegel. Durch den Radarpegel werden absolute, GPS-referenzierte Meeresspiegeldaten erhalten. Wiederholt wurden Absolutgravimetermessungen durchgeführt. Zwei Wetterstationen zeichnen permanent meteorologische Messwerte wie Temperatur, relative Luftfeuchte, Luftdruck, Windrichtung und Windgeschwindigkeit auf.

### Satellitenbetrieb und Erdbeobachtung
Von 1991 bis zum Missionsende am 4. Juli 2011 wurden SAR-Daten und weitere Sensordaten der europäischen Erdbeobachtungssatelliten ERS-1 und ERS-2 in GARS O’Higgins empfangen. Seit 2007 wird der Betrieb des SAR-Satelliten TSX im Rahmen der deutschen Erdbeobachtungsmission TerraSAR-X unterstützt. Mit dem Start des nahezu baugleichen SAR-Zwillingssatelliten TDX am 21. Juni 2010 übernahm GARS O’Higgins eine entscheidende Rolle für die Durchführung der deutschen TanDEM-X Mission. GARS O’Higgins deckt einen Großteil des Datenempfangs ab und ermöglicht – neben anderen DLR-Bodenstationen – das Monitoring und die Kommandierung der Satelliten TSX und TDX, die das satellitengestützte Radarinterferometer TanDEM-X bilden. Immer wichtiger wird die Station GARS O’Higgins für die GRACE-Mission, deren Fortführung bis 2015 DLR und NASA 2010 vereinbart haben.

### Geodäsie und Astrometrie
Eingesetzt als Radioteleskop empfängt die 9-Meter-Antenne Signale von Radiosternen und wird zur Durchführung geodätischer VLBI-Beobachtungen genutzt. In dieser Eigenschaft ist GARS O’Higgins Netzwerkkomponente des International VLBI Service (IVS). VLBI Beobachtungen liefern unter anderem präzise Daten zur Kontinentaldrift. Bei der Realisierung des internationalen Himmelsreferenzsystems (International Celestial Reference System – ICRS) sowie der Ableitung der Erdrotationsparameter (ERP) bestimmt GARS O’Higgins maßgeblich die erreichbare Genauigkeit. Für die Radio-Astrometrie hat die Station einzigartige Bedeutung durch ihre Lage auf der Antarktischen Halbinsel. Das hat das TANAMI-Projekt (Tracking Active Galactic Nuclei with Austral Milliarcsecond Interferometry) eindrucksvoll gezeigt. Im TANAMI-Projekt werden schwarze Löcher in den Zentren entfernter Galaxien, die millionen- bis milliardenfach schwerer als unsere Sonne sind, beobachtet. Unter Einbindung des Radioteleskops in GARS O’Higgins gelang es, in einer neuen VLBI-Aufnahme von Centaurus A Jet-Strukturen der Größe von nur 0.04 Lichtjahren abzubilden. Dies stellt einen neuen Rekord bei der Erforschung extragalaktischer schwarzer Löcher dar, der ohne GARS O’Higgins nicht möglich gewesen wäre.